# 純粋社
純粋社（じゅんすいしゃ）は、幕末期から明治元年にかけて、佐賀城下にあった私塾である。石井龍右衛門（石井松堂）が設立した塾で、漢学や儒学を教えた。

## 概要
勤皇家、石井龍右衛門（石井松堂）は、佐賀の藩校弘道館および夏秋富雄に学び、その後弘道館で教諭を務めた。しかし、体調を崩したことから職を辞し、私塾純粋社を開設した。塾は、佐賀駄賃小路（佐賀市点合町の天徳寺と駄賃町の境目の小川の傍ら、現在の佐賀市伊勢町）にあった。
塾では、日本外史、大日本史を講じて、愛国思想を門下生たちに鼓吹した。朱子新註を説いた夏秋富雄の学説の流れを受け継いで、夏秋の国典経史を基盤とした枝吉神陽学派と相応じて、古賀精里学派である旧朱子学とは対立することで重きをなした。
教え子として、大隈重信、副島種臣、大木喬任、江藤新平、中野晴虎らが学んだ。彼らは藩校である弘道館で学ぶ傍ら、純粋社でも学んだのであった。
同時代で龍右衛門と同じ勤皇思想家であった吉田松陰が長州萩城下で開いた松下村塾は、1857年（安政4年）から翌年までの短期間の開設であったが（塾自体はその後も断続的に続いている）、純粋社は幕末から明治元年まで続いた。
1882年（明治15年）に、龍右衛門は57歳でこの地で没した。
龍右衛門は、喜怒哀楽が豊かで、大酒のみであり、若い藩士たちから人望があり、佐賀では「龍よんさん」と呼ばれ慕われている。
現在、塾があった跡地の片隅に、1943年（昭和18年）肥前史談会によって「純粋社塾趾」の石碑が建てられている。